# Hucklenbruch (Langenfeld)
Der Hucklenbruch ist eine aus mehreren Orten bestehendes Siedlungsgebiet (Ortslage) an und rund um die Talstraße in der nordrhein-westfälischen Stadt Langenfeld.

## Geografie

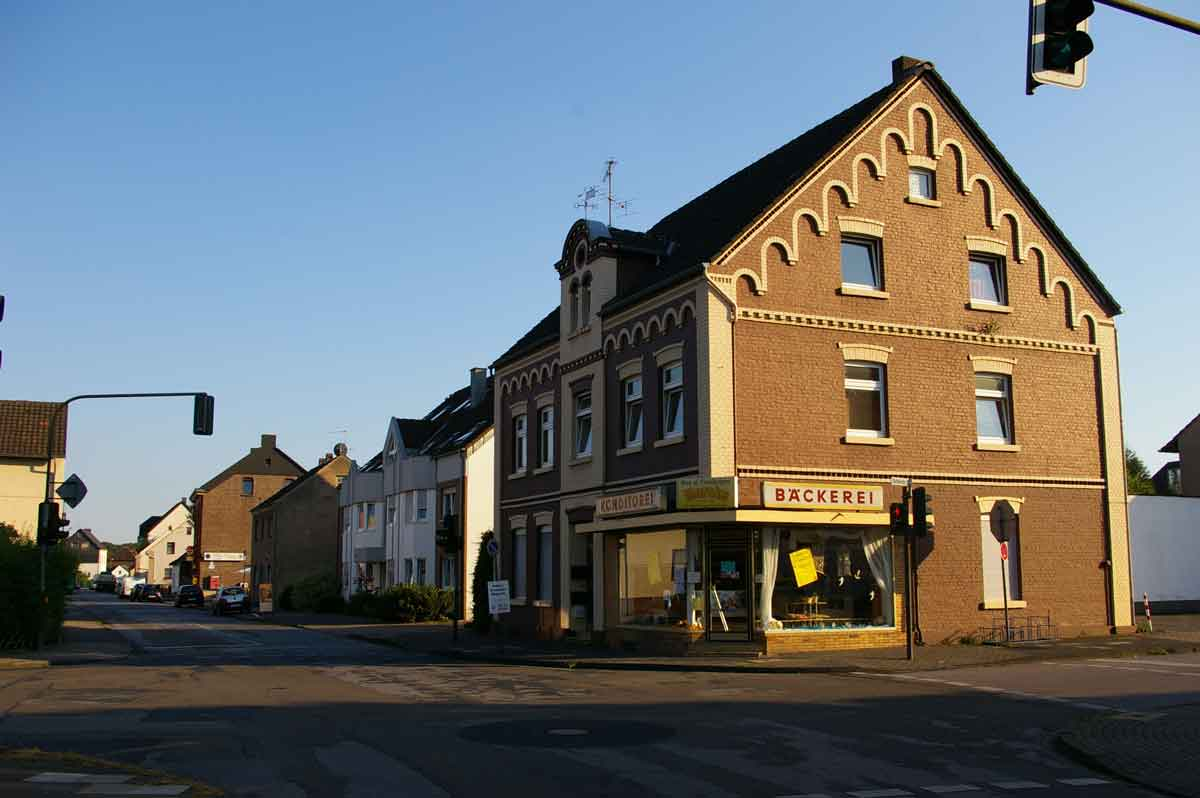
Langenfeld-Hucklenbruch, die Kreuzung Talstraße, Schulstraße, Hochstraße („O'm Hucklenbruch“)

Der Hucklenbruch grenzt im Norden an den Ganspohl, im Westen an Langenfeld-Mitte, im Süden an Galkhausen und im Osten an die Vogelsiedlung und das Musikantenviertel, wie zwei Ortslagen jüngeren Datums genannt werden. In früherer Zeit lagen dort Felder und Wälder bis an den Flachenhof und die Dückeburg. Der Hucklenbruch liegt vor der alten Mittelterrasse des Rheins. Die den Huckenbruch in Nord-Süd-Richtung durchziehende Talstraße wird auf weiten Strecken vom Galkhauser Bach begleitet, der vor der Geländeterrasse nach Norden fließt. In ihn mündet auf etwa halber Strecke der Talstraße der Blockbach ein.

## Name
Der Name Hucklenbruch besteht aus zwei Namensbestandteilen, zum einen Hucklen-, zum anderen -bruch. Der zweite Teil ist einfach zu erklären und gilt in seiner Bedeutung als gesichert. Mit Bruch, Broich oder Broch bezeichnete man ein Sumpfland, eine feuchte Niederung oder aber ein von Laachen durchzogenes sumpfiges Gelände. Das Grundwort -bruch lässt sich übrigens in Langenfeld mehrfach und dann auch jedes Mal für ein sumpfiges Gelände nachweisen, so etwa für Mehlbruch, für Ossenbruch oder den Immigrather (zwischen Hardt und Feldhausen) oder den Reusrather Bruch (Wiesenstraße, South). Zudem wird der die Ortslage durchfließende Bach im Urkataster „Saurebach“ genannt und weist mit einer an seinen Ufern gelegenen sauren (= sumpfigen) Wiese erneut auf den feuchten Grund und Boden des Hucklenbruchs hin.
Dagegen bereitet der erste Teil der Ortsbezeichnung bezüglich Herkunft und Bedeutung Probleme. Heinrich Dittmaier nahm einen Personennamen als Namensgeber des Hucklenbruches an und vermutete, es könne ein Huckilo gewesen sein. Dem wird entgegengehalten, dass im Kern dann ein Hugo Namenspatron gewesen sei. Zudem habe dieser Name noch mittels des Suffixes -ilo eine Verschärfung erfahren. Solche Weiterbildungen seien jedoch nur in „sächsischer Zeit aktiv gewesen“ und würden die Annahme einer Gründung des Hucklenbruchs im 9. bzw. 10. Jahrhundert zur Folge haben. Da sich jedoch weder archäologische Funde noch Urkunden fänden, die eine solche Annahme stützen könnten, sei eine Erstbesiedelung im Hochmittelalter eher auszuschließen. Des Weiteren spräche gegen die Deutung Dittmaiers die Erwähnungen des Ortsteiles seit dem 17. Jahrhundert vorwiegend mit „o“ und nicht mit „u“, wie es dann zu erwarten wäre.
Nach Hans Bahlow weise Hucklen- im Zusammenspiel mit -bruch gleich ein zweites Mal auf Wasser hin und sei ein Sprachdenkmal aus vorgermanischer, keltischer Zeit. Doch auch dieser Deutung stehen zunächst einmal fehlende archäologische Funde – zumindest bislang – entgegen. Ganz von der Hand zu weisen wäre diese Interpretation allerdings schon deshalb nicht, weil die Talstraße ein Streckenabschnitt des Mauspades war.
Ein dritter Erklärungsversuch findet sich im Heimatkalender des Rhein-Wupper-Kreises des Jahres 1955. „hucken – luckeln-ducken. Die Häuser ducken sich hinter die nahe, östlich gelegene Bodenwelle. Der Ortsteil liegt in einem alten Rheinbett, dem östlichen Arm in der Mittelterrasse“, schrieb Heinz Müller. Und der Arbeitskreis ergänzt, dass auch Heinrich Nowottny in einem handschriftlichen Manuskript zwei parallel verlaufende, einst sumpfige Grabeneinfaltungen erkannte und deshalb von „an den Hügeln“ oder „zwischen den Hügeln liegendem Bruchland“ ausging. Mutmaßlich, so der Arbeitskreis, hätten beide Autoren das Brüder Grimm’sche Wörterbuch zu Rate gezogen, in dem eine Bedeutungserklärung in Richtung auf Hockeln, Höckeln und auch Kauern dargelegt werde.

## Bevölkerungsentwicklung
Um 1688 und um 1730 wurden für den Hucklenbruch 55–60 Einwohner angegeben. Um 1815/16 zählte man 208 Menschen, 1829/30 waren es 226 Personen, 1832 waren es 243 und im Dezember 1843 waren es 292 Menschen, die „auf dem“ Hucklenbruch wohnen. Erst danach wuchs die Bevölkerung schneller an. So zählte man 1875 400 Personen und 1905 bereits 794 Einwohner in dieser Ortslage.

## Der Mauspfad
Wenig Einfluss auf die Entwicklung des Stadtteils scheint der Mauspfad genommen zu haben, der hier zwischen Hagelkreuz und Galkhausen im Süden sowie zwischen Ganspohl und Immigrath im Norden über die Talstraße führte. Der heute noch an diesen Handelsweg erinnernde Mautpfad liegt dagegen auf der Geländeterrasse nach Osten hin und ist nach herrschender Meinung nicht mit dieser historischen Altstraße identisch.

## Mauspfad und Galgen
Interessant in Bezug auf den Mauspfad könnte die Entdeckung eines möglichen Richtplatzes auf Luftbildern der Amerikaner 1945 an der Straße Zum Galkhause(ne)r Bach sein, der damit unmittelbar am ehemaligen Mauspfad gelegen hätte, so wie einst der Galgen in Richrath, Ortslage Zollhaus. Denn in Bezug auf den genagelten Schädel aus Langenfeld ist noch der Ort der Enthauptung der jungen, offenbar aus gutem Hause stammenden Frau zu klären, der hier offenbar wegen Hexerei ein mutmaßlich kurzer Prozess gemacht wurde. Vor dem Hintergrund der Verlagerung der Bedeutung des Mauspfades als Nord-Süd-Verbindung auf die neue Straße erschiene im Übrigen verständlich, warum man den Schädel der Frau nach der Hinrichtung zur Kölner Straße brachte und dort annagelte. Dort war ein größeres Publikum unterwegs und die erwünschte abschreckende Wirkung größer. Und hinsichtlich der Frau selbst darf gemutmaßt werden, dass sie ohne „Begleitschutz“ reiste und mit ihrem Auftreten offenbar den Zorn der Bevölkerung erregte. Ein Blick gerade auf die Bevölkerungsstruktur offenbart nämlich, dass mit der wohlhabenden, gebildeten, weltoffenen (ihre Brokat-Kappe stammte wohl aus dem Orient), mutmaßlich darob selbstbewussten jungen Frau und der damaligen Einwohnerschaft des Hucklenbruchs zwei Welten aufeinander prallten.

## Berufe am Hucklenbruch
Erwähnt wird der Hucklenbruch um 1816 als eine „Bauerschaft“, sodass zumindest von einer teilweisen landwirtschaftlichen Nutzung ausgegangen werden darf. Im Wesentlichen jedoch wird mit „Bauerschaft“ weniger eine Ansammlung von Bauernhäusern, sondern die Siedlungsstruktur mit vereinzelt liegenden Häusern und einer Nebenerwerbs-Landwirtschaft gemeint gewesen sein. Denn auf nassen und sauren Böden lässt sich mit Landwirtschaft nur schwerlich ein ausreichendes Auskommen erzielen. In diesem Zusammenhang erscheint nur logisch, dass eine Quelle von 1781/1789 auch für den Hucklenbruch verschiedenste Weberberufe listet. Des Weiteren wird in Zusammenhang mit der Industrialisierung von am Hucklenbruch lebenden Arbeitern berichtet. Und es wohnten in Heimarbeit tätige Zulieferer für die Solinger Stahlwarenindustrie (Messer-, Essbesteck- und Werkzeugproduktion) in dieser Ortslage, namentlich Schalenschneider, Feiler, Reider und Schleifer.
Heutzutage im Übrigen, nach der Trockenlegung dieses einstigen Bruchs, haben sich hier überwiegend Menschen des mittleren und gehobenen Mittelstandes in Einfamilienhaus und Reihenhaus-Siedlungen niedergelassen. Beleg hierfür sind auch die Bezeichnungen der neuen „Ortslagen“ mit Vogelsiedlung und Musikantenviertel. Handwerk und Gewerbe sind dagegen nur in geringem Maße anzutreffen, überwiegend zeigt sich der Charakter eines gehobenen Wohnquartiers.

## Geselligkeit am Hucklenbruch
Ab dem der zweiten Hälfte des 19. Jahrhunderts kam es auch am Hucklenbruch zu einer Gründungswelle an Vereinen. Zu nennen sind hier etwa der „Männer Gesang Verein Concordia“ von 1877, der in der Chorgemeinschaft Langenfeld 1875 aufgegangen ist. Nicht mehr bestehen dagegen der „Jünglings-Verein Eintracht zu Hucklenbruch“ von 1891 (Müller nennt 1901), der Hucklenbrucher Musik-Verein Harmonie" von 1898 oder auch der „Turnverein Langenfeld-Hucklenbruch“ von 1904. Vermutet werden für die Zusammenschlüsse auf verschiedensten Gebieten die wenigen sonst bestehenden Möglichkeiten der Freizeitgestaltung in damaliger Zeit. Zum anderen wird in Zusammenhang mit den im Mai 1913 errungenen internationalen Preisen der Sänger des Hucklenbruchs gleichfalls von einem starken Zusammengehörigkeitsgefühl der Menschen damals gesprochen.

## Vermischtes
- Im Jahre 1911, so weisen es die Aufzeichnungen der Aehnze Käls aus, wurde erstmals ein Rosenmontagszug durchgeführt, an dem sich im Jahre 1929 auch die Hucklenbrucher Karnevalsgesellschaft beteiligte.[2] Beide Vereine übrigens existieren nicht mehr, allerdings gingen die Aehnze Käls (die Ernsten Kerle) im Jahre 1952 vollständig in der KG Spiessratzen auf, dem ältesten noch bestehende Karnevalsverein in Langenfeld.[4]
- Ein Dauerthema des Hucklenbruchs bildeten zwischen 1849 und 1930 Straßenbaumaßnahmen sowie Maßnahmen zur Entwässerung der Talstraße,[1] vor dem Hintergrund des feuchten Grund und Bodens sicher verständlich.
- Seit mehr als 50 Jahren trägt nun schon der Hucklenbrucher Sportverein von 1959 (HSV Langenfeld) den Namen des Ortsteiles in die Sportwelt.
- Als der Unternehmer Carl Theis 1865 in Langenfeld die erste Dampfmaschine aufstellte, beschäftigte er auch 20 Männer vom Hucklenbruch. In diesem Zusammenhang sprach er wörtlich von der „früher allgemein als berüchtigt bekannten Ortschaft Hucklenbruch“.[2] Wenn es denn je so gewesen sein sollte, ist der Grund allerdings, warum die Hucklenbrucher einst einen schlechten Ruf genossen, heute sicher zu Recht in Vergessenheit geraten.